# Ернст фон дер Бург
Ернст Енгельберт Оскар Вільгельм фон дер Бург (нім. Ernst Engelbert Oskar Wilhelm von der Burg; 24 квітня 1831, Люкенвальде — 3 листопада 1910, Шарлоттенбург) — німецький воєначальник і штабний офіцер, генерал піхоти Прусської армії.

## Біографія
Представник угорського і богемського знатного роду. Син майора у відставці Карла фон дер Бурга (1797—1882) і його дружини Кароліни, уродженої Вільдунген (1811—1887).
Бург закінчив середню школу та лицарську академію при Бранденбурзькому соборі. Потім він навчався в кадетських школах у Потсдамі та Берліні і 28 квітня 1849 року його зробили другим лейтенантом гвардійської артилерійської бригади Прусської армії. Там він здобув звання гауптмана до травня 1861 року. 1 квітня 1862 олку він був відправлений до Парижа для вивчення французької мови і брав участь в інтервенції імператора Наполеона III в Мексику з серпня 1862 по грудень 1863 року. Під час цієї інтервенції він серед іншого брав участь у битві при Пуеблі.
Звільнений від командування в Парижі, він був переведений в Генштаб 1-ї дивізії в Кенігсберзі 21 лютого 1864 року. Того ж року, під час війни з Данією, Бург брав участь в облозі й під час штурму редута Дюббель зазнав легкого поранення. У середині червня 1864 року переведений до Генштабу I2-го армійського корпусу і 6 лютого 1866 року отримав звання майора. З кінця березня до середини травня 1866 року Бург перебував у посольстві у Флоренції, де ознайомився зі станом збройних сил. У цей час він також зустрічався з королем Віктором Емануїлом II та прем'єр-міністром Італії Альфонсо Ферреро Ла Мармора.
Під час австро-прусської війни Бург служив у Генеральному штабі Верховного командування 2-ї армії під командуванням кронпринца Фрідріха. Він брав участь у битвах при Траутенау, Кеніггреці та Тобічау. Після укладання миру він повернувся до Генштабу 2-го армійського корпусу. У березні 1867 року, завдяки його чудовому знанню мов і репутації, здобутої в 1862/63 роках, Бург був направлений до посольства в Парижі як військовий аташе Північнонімецького союзу. 18 червня 1869 року його зробили оберстлейтенантом. Під час своєї служби там він здійснив кілька поїздок Францією і зміг дістати уявлення про стан і чисельність армії. Відкликаний з Парижа в січні 1870 року, Бург був спочатку призначений керувати справами 1-го армійського корпусу як начальник Генерального штабу в середині того ж місяця. Незадовго до початку війни з Францією, 14 липня 1870 року, Бург був остаточно призначений начальником Генштабу. На цій посаді він брав участь у битвах при Коломбі, Нуасвілі, Ам'єні та облозі Меца, відігравши значну роль в успіхах корпусу.
Після Франкфуртського миру в середині серпня 1871 року Бург отримав звання оберста, а в кінці жовтня був призначений начальником Генштабу окупаційної армії у Франції. Звільнений з цієї посади 19 вересня 1873 року, Бург продовжив службу як командир Нижньорейнського фузилерного полку № 39 у Дюссельдорфі з 15 листопада 1873 року по 17 травня 1876 року. Був заступником командира цього полку, а згодом призначений командиром 16-ї піхотної бригади в Ерфурті і 30 травня 1876 року Бургу надано звання генерал-майор. Після того, як його колишній командир, генерал Едвін фон Мантойффель, був призначений губернатором Ельзаса-Лотарингії та командувачем 15-го армійського корпусу, запропонував Бургу стати начальником Генштабу корпусу, що той і зробив 3 лютого 1880 року. 20 вересня 1881 року Бург був призначений командувачем 11-ю дивізією в Бреслау і одночасно з підвищенням до генерал-лейтенанта 15 листопада 1881 року був затверджений на посаді.
З 9 вересня 1884 року до 14 січня 1887 року він був військовим губернатором фортеці Страсбург. Потім він був призначений командувачем 2-го армійського корпусу, 17 вересня 1887 року був затверджений на посаді. На похороні імператора Вільгельма I його привітав кронпринц Італії Віктор Емануїл, а на похороні імператора Фрідріха III — кронпринц Швеції Густав. 23 квітня 1888 року він став генералом піхоти. Після осінніх маневрів свого армійського корпусу 20 жовтня 1891 року Бурга звільнили в резерв.
Про його смерть оголовили в Armee-Verordnungsblatt № 25 від 5 листопада 1910 року, а також у великому некролозі в Militär-Wochenblatt:
«Траур на честь покійного генерала піхоти фон дер Бурга.
На згадку про покійного генерала піхоти фон дер Бурга, хороброго і доблесного колишнього командувача 2-м армійським корпусом, який служив як у військовий, так і в мирний час, справжнім постановляю, що офіцери мого 1-го гвардійського польового артилерійського полку, в якому служив покійний, проведуть триденний траур. Новий палац, 5 листопада 1910. Вільгельм».
Бурга поховано 7 листопада 1910 року на цвинтарі Інваліденфрідгоф у Берліні, де його могила збереглася до наших днів.

## Сім'я
9 січня 1868 року одружився у Вінтертурі з Марі Ідою Рітер (1846—1924). В пари народились 2 дочки:
- Фріда (1870—1913) — вийшла заміж за графа Фердинанда Венгерскі.
- Жанна (1872—1960) — 3 січня 1898 року вийшла заміж за графа Зігфріда цу Ойленбург-Вікена.

## Нагороди
- Орден Почесного легіону, офіцерський хрест (Друга французька імперія; 5 квітня 1863)
- Орден Червоного орла
  - 4-го класу з мечами (19 травня 1863)
  - великий хрест (23 березня 1890)
- Pour le Mérite з дубовим листям
  - орден (20 вересня 1866)
  - дубове листя (24 лютого 1871)
- Залізний хрест 2-го і 1-го класу
- Хрест «За вислугу років» (Пруссія) (25 років)
- Орден Корони (Пруссія) 1-го класу
- Почесний шеф 1-го гвардійського польового артилерійського полку (20 жовтня 1891)
- Столітня медаль